# Madison Cawthorn
David Madison Cawthorn (Asheville, 1º de agosto de 1995) é um político norte-americano. Filiado ao Partido Republicano, Cawthorn é membro da Câmara dos Representantes dos Estados Unidos desde 2020. É, ainda, o membro mais jovem do Congresso desde Jed Johnson Jr. e o primeiro integrante nascido nos anos 1990.